# Фишер, Марк
Марк Фишер (англ. Mark Fisher;  11 июля 1968, Лестер — 13 января 2017, Филикстоу, Восточная Англия) — английский философ, музыкальный критик и левый политический теоретик, исследователь массовой культуры, также известен как блогер под псевдонимом k-punk. Преподавал в Голдсмитском университете на отделении визуальных искусств. В начале 2000-х получил известность как блогер k-punk, писавший о музыке, массовой культуре и политике.
Написал несколько книг. Неожиданный успех ему принесло исследование «Капиталистический реализм: есть ли альтернатива?» (2009). Публиковался в журналах The Wire, Fact, New Statesman, Sight & Sound. Является одним из основателей издательства Zero Books, позже Repeater Books. После многих лет борьбы с депрессией Фишер покончил жизнь самоубийством в январе 2017 незадолго до публикации «Странное и жуткое» (2017).

## Биография
Фишер родился в городе Лестер, вырос в городе Лафборо в консервативной семье из рабочего класса. Его отец был инженером-техником, а мать уборщицей. Он посещал местную общеобразовательную школу. В юности на Фишера оказала формирующее влияние постпанк музыкальная пресса конца 1970-х годов, особенно такие издания, как NME, которые сочетали музыку с политикой, кино и литературой. На него также повлияла связь культуры рабочего класса и футбола, например Фишер был свидетелем давки на стадионе «Хиллсборо». Фишер получил степень бакалавра искусств по английскому языку и философии в Университет Халла (1989), а в 1999 году защитил докторскую диссертацию в Университет Уорика под названием Flatline Constructs: Gothic Materialism and Cybernetic Theory-Fiction. В это время Фишер был одним из основателей междисциплинарного коллектива, известного как Кибернетическая культурная исследовательская группа, который ассоциировался с акселерационистской политической мыслью и работами философов Сэди Плант и Ник Ланд. Там он подружился и оказал влияние на продюсера Kode9, который позже основал лейбл Hyperdub. В начале 1990-х он также занимался музыкой в составе брейкбит-хардкор группы D-Generation, выпустив EP Entropy in the UK и Concrete Island, а позже Isle Of The Dead как The Lower Depths. В 1990-х Марк написал "White Magic" для CritCrim.org.
После преподавания философии в колледже дополнительного образования, Фишер начал вести блог о культурной теории k-punk в 2003 году. Музыкальный критик Саймон Рейнольдс описал его как "один из лучших журналов в Британии, превосходящий большинство других журналов" и как центральный узел "созвездия блогов", в которых популярная культура, музыка, кино, политика и критическая теория обсуждались в тандеме журналистами, академиками и коллегами. Журнал Vice позже описывал тексты в блоге как "ясные и откровенные, раскрывающие внутренние секреты литературы, музыки и кино, с которыми мы знакомы". Фишер использовал блог как более гибкую, творческую площадку для письма, отдушину от рамок и ожиданий академического письма.

### Смерть
Фишер покончил с собой у себя дома на Кинг-стрит в Филикстоу 13 января 2017 года в возрасте 48 лет, незадолго до публикации своей последней книги The Weird and the Eerie (2017). В последние недели перед смертью он обращался за психиатрической помощью, но его терапевт мог предложить только телефонные консультации для обсуждения направления к специалисту. Психическое здоровье Фишера ухудшилось с мая 2016 года, что привело к предполагаемой передозировке в декабре 2016 года, когда он был госпитализирован в больницу в Ипсвиче. Он обсуждал свои проблемы с депрессией в статьях и в своей книге Ghosts of My Life. По словам Саймона Рейнольдса в The Guardian, Фишер утверждал, что "пандемию душевных страданий, поражающую наше время, нельзя правильно понять или излечить, если рассматривать её как частную проблему, от которой страдают поврежденные индивиды".

## Основные идеи
Капиталистический реализм (по аналогии с соцреализмом) представляет собой «широко распространённое мнение, что капитализм является не только единственной жизнеспособной политической и экономической системой, но и что сейчас даже невозможно вообразить последовательную ему альтернативу». Понятие капиталистического реализма тесно связано с идеологией в альтюссеровском понимании и понятием культурной гегемонии Грамши.

### На русском языке

#### Монографии
- Фишер М. Капиталистический реализм. Альтернативы нет? / пер. с англ. Д. Кралечкина. — Ультракультура 2.0, 2010. — 144 с.
- Фишер М. Призраки моей жизни. Тексты о депрессии, хонтологии и утраченном будущем / пер. с англ. М. Ермаковой. — М.: Новое литературное обозрение, 2021. — 256 с. — ISBN 978-5-4448-1529-8.
- Фишер М. Посткапиталистическое желание. Последние лекции / пер. с англ. Д. Безуглова, Л. Сон. — М.: Ад Маргинем Пресс, 2024. — 216 с. — ISBN 978-5-91103-747-5.
- Фишер М. k-punk. Избранное / пер. с англ. А. Сотниковой, Л. Левченко, Л. Сон. — М.: Ад Маргинем Пресс, 2024. — 192 с. — ISBN 978-5-91103-813-7.

#### Статьи
- Фишер М. Кислотный коммунизм (недописанное предисловие) // Неприкосновенный запас : журнал  / пер. с англ. М. Ермаковой. — 2020. — № 6 (134). — С. 13—35. — ISSN 1815-7912.
- Оуэн Хэзерли. Марк Фишер. От скучной дистопии к кислотному коммунизму / пер. с англ. Анны Асланян / Неприкосновенный запас. 123. (1/2019) - [стр. 211—249 бумажной версии номера].